# 白色彗星帝国
白色彗星帝国（はくしょくすいせいていこく）は、アニメ「宇宙戦艦ヤマトシリーズ」の『さらば宇宙戦艦ヤマト 愛の戦士たち』（以下、『さらば』）および『宇宙戦艦ヤマト2』（以下、『ヤマト2』）に登場する架空の国家。

## 概要
国号は「ガトランチス」、もしくは「ガトランティス」。「白色彗星帝国」という呼称は、『さらば』ではガトランチス以外の勢力からの呼称であったが、『ヤマト2』からはガトランチス人も自称するようになった。劇中では他に「彗星帝国」や「彗星帝国ガトランチス」の呼称も見られる。国家元首はズォーダー大帝。宇宙の彼方から飛来し、圧倒的な軍事力で星々を次々と侵略していく。
劇場版『さらば』では漠然とした強大な敵として描かれていたが、TVシリーズ『ヤマト2』では、軍事力こそ強大だが有能な人材が不足しているため、人材不足に悩まされる組織として描かれていた。

## 国家体制
ズォーダー大帝を頂点とし、人工都市である白色彗星を本星とする帝政国家。特定のモチーフとなる国は存在せず、キャラクター名は世界各国の提督の名や武器の名をもじったものとなっている。
白色彗星によって宇宙を旅し、進路上の星々を破壊か侵略することで植民地としている。『ヤマト2』の劇中ではアンドロメダ星雲を手中に収めたと語られており、次の目標として銀河系を定め、その足掛かりとして地球の侵略に乗り出した。国難回避目的ではなく、ガトランティスこそが全宇宙の覇権を握るべきであるという思想に基づいた侵略であり、ガトランティス人以外の種族には、「生存＝降伏」か「破滅＝死」かの二択を迫り、『さらば』の劇中では植民地となった惑星の原住民が強制労働に駆り出され、少しでも休むと銃で撃たれるなど、消耗品同然の扱いをされている。
その一方、『ヤマト2』第15話の晩餐会では将官も下士官も平等に扱われており（デスラーが拘禁中であるにもかかわらず、タランまで招待されていた）、側を歩いているズォーダーに誰も敬礼すらしておらず、ガトランチス（ガトランティス）人の間で階級制度や身分制度に厳しいという描写はなされていない。

## ガトランチス（ガトランティス）人
支配層を構成するガトランチス（ガトランティス）人の姿は、地球人に酷似している。
男性の肌の色は緑で、眉とこめかみがつながっている容姿の人物が多い。口内の色は『さらば』や『ヤマト2』序盤では赤だったが、『ヤマト2』第5話からは濃緑になっている。血液は明るいオレンジ色である。
女性はサーベラーをはじめ、晩餐会で女性の踊り子数名が確認されており、明るい肌色、明るい灰色、褐色、明るい水色、紫色など多種に渡るが、緑色の肌の人物は確認できない。男性との肌の色の違いが、性差によるものか種族自体異なっているためかは不明。
服装は三角と四角模様を多数あしらった独特のデザインであるが、『ヤマト2』では作画簡略化のため、この模様を大きく減らしたデザインへ変更されている。
体色や眉とこめかみが繋がっている容姿など、『ヤマトシリーズ』に関わった松本零士のアニメ映画『わが青春のアルカディア』と続編のテレビシリーズ『わが青春のアルカディア 無限軌道SSX』に登場するイルミダス人と共通する部分があり、和智正喜の小説『GALAXY EXPRESS 999 ULTIMATE JOURNEY』では、イルミダスの科学者に扇動されて飛び出した集団の末裔が白色彗星帝国とされている。

## 母星

### 白色彗星
白色彗星帝国の本星。その名の通り、高速中性子と高圧ガスの嵐が形成する純白の巨大彗星の形態を持つ。
劇中ではクエーサー、もしくはパルサーなどと真田志郎に推定されている。なお、企画段階では彗星ではなく白色矮星という設定だった。
大きさについては、小説版でアメリカ大陸ほどと記述されたほか、『ヤマト2』ではテレサに直径6600キロメートル（地球の約半分）と説明されている。通常時の移動速度は第16話で50宇宙ノットと説明されており、第18話ではさらに3倍の150宇宙ノットにまで速度を引き上げることが可能と判明している。この巨大彗星は一種の擬態であり、対惑星級の破壊力を備えた兵器と、本体の防御幕を兼ねていた。
さらば宇宙戦艦ヤマト 愛の戦士たち
大宇宙を地球へ突き進み、迎え撃った地球防衛軍連合艦隊の拡散波動砲斉射をまったく受けつけず、連合艦隊を飲み込んでしまう。その後、ヤマトはデスラーが言い残した弱点「渦の中心核」を収束した波動砲で攻撃し、ガス帯を消滅させることには成功するが、中から都市帝国が出現する。
宇宙戦艦ヤマト2
アンドロメダ星雲を征服し、銀河系へ突入する。第17話でテレサの警告を無視して進撃しようとしたため、テレザート星の自爆攻撃を受けるが、それさえも一時的な機能停止を起こしただけであった。その後、第21話において、太陽系でバルゼー艦隊を撃滅して勝利に沸く地球防衛軍連合艦隊の至近に不意にワープアウトし、ヤマト率いる機動部隊や連合艦隊の巡洋艦などを飲み込む。まもなく、旗艦アンドロメダ率いる連合艦隊の拡散波動砲の斉射でガス帯は消滅できたが、『さらば』と同様に内部の都市帝国は無傷だった。なお、本作では渦の中心核が弱点という描写はない。

### 都市帝国
擬態と防御幕である白色中性子ガス帯が消滅すると、本体である半球状の小惑星の上に都市が築かれている、直径15キロメートル、全高10キロメートルの都市帝国が正体を現す。「都市要塞」とも呼ばれるようである。設定資料やムックなどには、これを「白色彗星帝国」と記しているものもある。
都市帝国の赤道にあたる部分は回転して巨大ミサイルや光線（『ヤマト2』）を発射し、ガス帯の竜巻を放射して上部の都市部を防御する。半球状の小惑星には無数の防衛用の砲が配備されている。
下半部の小惑星には戦闘機発進口がある。『さらば』でも『ヤマト2』でもそこからヤマトクルーの侵入を許し、動力炉を破壊されて機能を停止するが、それすら都市帝国の機能と外装を剥がしたに過ぎず、内包されていた超巨大戦艦が始動することとなる。
さらば宇宙戦艦ヤマト 愛の戦士たち
波動砲でガス帯を除去した直後ゆえにエネルギー充填が追いつかないヤマトを攻撃して多大な損害を与え、きわめて多数の犠牲者を出させる。土方の最後の命令で都市帝国内部に侵入したヤマトクルーは、真田志郎や斉藤始らの犠牲と引き換えに動力炉の爆破に成功するが、この決死攻撃隊で生き延びたのは古代進のみで、コスモタイガー隊も全滅する有様だった。その後、残り少ないエネルギーと残弾を振り絞ったヤマトの攻撃により、都市帝国は爆発炎上する。
宇宙戦艦ヤマト2
第21話において拡散波動砲の斉射を受けた白色彗星の中から、まったく無傷の姿を現して地球連合艦隊を殲滅する。第22話では、無条件降伏を迫る彗星帝国へ地球連邦政府が和平交渉を打診するが、彗星帝国はこれを受け入れず、逆に見せしめとして月面を火の海にする。これを見た地球連邦政府は無条件降伏を受諾し、都市帝国は条約締結のため、地球の首都メガロポリス沖の海に着水する。第25話でヤマトとコスモタイガー隊にそれぞれ直下と直上を奇襲された都市帝国は地球から離脱し、宇宙空間での戦闘を開始する。都市帝国内部に突入されて以降は、真田が生還する以外は『さらば』と同様の展開となる。

## 主要人物
- ズォーダー - 大帝（国家元首）
- サーベラー - 総参謀長・帝国支配庁長官
- ラーゼラー - 軍事総議長兼参謀総長
- ゲーニッツ - 遊動艦隊司令長官
- バルゼー - 第7遊動機動艦隊（『さらば』）、帝国第1機動艦隊・シリウス・プロキオン方面軍総司令（『ヤマト2』）
- ゲルン - 第1機動艦隊プロキオン方面駐留空母部隊司令
- コズモダート・ナスカ - 前衛艦隊司令
- ゴーランド - 帝国第1艦隊司令官（テレザート星域守備艦隊）
- ザバイバル - 突撃格闘兵団ヘルサーバー将軍
- ミル - 監視艦隊司令（『さらば』）、帝国支配庁保安部監視官（『ヤマト2』）
- デスタール - ゴーランド配下の分遣艦隊司令（『ヤマト2』）
- メーザー - デスタール艦隊所属のデスバ・テーターパイロット（『ヤマト2』）

## 所有メカ
昆虫や甲殻類のような印象をもつディテールの多いデザインであり、白と黄緑を主体としたカラーリングが多い。艦船の多くは複眼のようなハニカム模様のレーダーが備わっているのが特徴。

### 艦船

#### 戦艦
- 超巨大戦艦
- メダルーザ
- 大戦艦
- 大型ミサイル艦ルーベルグIII（PSゲーム登場のゴーランド艦）
- 潜宙戦艦（PSゲーム登場のオリジナル艦）

#### 巡洋艦
- 巡洋艦（PSゲーム版におけるオリジナル艦）
- ミサイル艦

#### 空母
- 超大型空母
- 高速中型空母

#### 駆逐艦
- 駆逐艦

#### 特殊艦船
- 潜宙艦（スペースサブ）
- 輸送艦

### 宇宙要塞
- 都市帝国（都市要塞）

### 航空機・宇宙艇
- 艦上戦闘機イーターII
- 艦上攻撃機デスバ・テーター
- 大型長距離艦上戦略偵察機
- T2陸上迎撃機
- 迎撃戦闘機パラノイア
- 小型艇

### 陸上兵器・地上部隊
- 突撃格闘兵団ヘルサーバー
- 指揮戦車
- 戦闘戦車
- 装甲歩兵戦闘車

### 兵器・関連技術
- 超巨大砲
- 火炎直撃砲
- 衝撃砲
- 破滅ミサイル
- 回転速射砲塔
  - メダルーザやミサイル艦などの一部を除き、白色彗星帝国艦艇に標準装備されているエネルギー砲。伏せたお椀型をした円形砲塔へ360度放射状に砲口を穿った多連装砲である。目標へ砲塔自体を指向させる必要が無いうえ、砲塔を回転させてガトリング砲的に次々とエネルギー弾を連続発射する速射砲でもあり、圧倒的な弾幕で敵を制圧する。口径などのクラス差が存在するかは不明だが、駆逐艦の備砲でも近距離ならばヤマトの装甲を十分貫通できる威力がある。
  - なお、回転速射砲塔は、続編に登場するガルマン・ガミラス帝国の主要艦艇にも広く装備されている。
  - 『2202』では「速射輪胴砲塔」という呼称が採用された。ガトランティスの戦術として、正確な照準よりも高い発射速度で破壊エネルギーを「ばら撒き」、敵艦の損傷を拡大させる戦法を主体とすると設定されている。

## リメイクアニメ
設定が大幅にアレンジされ、帝星ガトランティスという名称で登場する。
初登場は『宇宙戦艦ヤマト2199』（以下、『2199』）だが、当初は『宇宙戦艦ヤマト』で語られていなかったガミラスが戦っている各戦線の敵の1つとしてのゲスト出演という、ファンサービス的な登場でしかなかった。しかし、完全新作である『宇宙戦艦ヤマト2199 星巡る方舟』（以下、『星巡る方舟』）に主敵として登場することが決まり、「帝星ガトランティス」という名称を含む詳細な設定が作り込まれることになった。
『宇宙戦艦ヤマト2202 愛の戦士たち』（以下、『2202』）では、主要制作陣が入れ替わったため、『星巡る方舟』で考えられた設定は部分的にしか受け継がれておらず、改めて設定を構築されている。劇中で描写された範囲に限れば致命的な矛盾こそないが、民族性を始め『星巡る方舟』のガトランティスとは雰囲気の異なる存在となっている。また、同作で「白色彗星帝国」の名称が復活している。

### 国家体制・思想（リメイクアニメ）
大帝ズォーダーを頂点とした国家で、蛮勇で宇宙に名を轟かせているとされている。
『星巡る方舟』での設定
『さらば』『ヤマト2』とは大きく趣の異なる国家にされている。中世的要素（大都督や丞相といった役職や後述の軍服など、古代の東洋の要素が特に見られる）が入っており、野蛮で粗暴な戦闘民族となっている。この大胆な変更は、旧シリーズにおける敵国が総じてステレオタイプな軍事国家だったことを鑑みて、異なる星で歴史を刻んできたなら文化も異なるだろうという考えから、第二次世界大戦時の国家の要素が盛り込まれたガミラスとの差別化のために行われた。
劇中で登場するのは一部隊であるグタバ遠征軍のみのため、国家としての全体像は語られないが、キャラクターの解説文などにおいて「諸侯」「直参の戦士」等の単語が存在するなど、封建制の要素が見られる。
戦いに従事する者は「兵士」ではなく「戦士」と呼称。戦いとなれば戦士は男女問わず皆殺しにする思想を示す一方で、無断で戦列を離れた指揮官を罵倒し、「大義は無くなった」と語るなど、自分たちが戦士であることに一定の誇りも見せている。
科学者や技術者だけは捕虜とし、帝国に従属する「科学奴隷」として生かしている。技術を欲する理由は劇中で「国体保持と覇道完遂のため」と述べられている。
なお、ガミラス語やイスカンダル語などとは異なる独自の言語「ガトランティス語」も設定されている。『星巡る方舟』では、作中において日本語訳されたその言葉遣いや言い回しは文語調に近いかなり中世的で古風なものとなっており、ワープを「空間跳躍」と称するなど、漢語表現が多く含まれる。一部の固有名詞に関しては他言語のそれをそのまま用いるようで、『星巡る方舟』劇中ではガミラスを「ガミロン」、地球を「テロン」、ヤマトを「ヤマッテ」とガミラス語の発音と同様に呼んでいる。
『2202』での設定
服装などデザイン面では『星巡る方舟』の要素を受け継いでいる一方で、役職名などは普通になっている。大帝の意思を実現するための集団として描かれており、おおよそ一般的な「国」としては描かれていない。
民族性に関しても、粗暴だが情緒豊かな『星巡る方舟』の面々とは正反対の、あまり感情を表に出さない（むしろ感情を悪と捉える）無機質なものになっている。
戦闘時は戦闘員のみならず非戦闘員までも皆殺しにするが、殺戮に愉悦を覚えているわけではなく、降伏という概念を持たず、戦いには勝利か死かの二択しか存在しないため、単純に敵の殲滅を機械的にやっているだけである。そして、そういった思想は後述する民族の出自によるものと設定されている。
「科学奴隷」の設定は継続している。他民族に技術を委ねている理由は、劇中で「破壊することはできても生み出すことはできない種族だから」と推測されている。
異星人の遺体を「蘇生体」と呼ばれるものとして蘇らせる技術も有している。ズォーダーと知覚を共有する無自覚なスパイとして利用し、場合によっては敵地で自爆もさせるといった行いもしている。
なお、ガトランティス語は「セリフから受け取る印象が変わる」という理由で他の異星言語ともども廃止されている。

### ガトランティス人（リメイクアニメ）
肌については旧シリーズ同様の緑色だが、体格については筋骨隆々となっている者が多い。髪型については、旧シリーズにおけるズォーダーやナスカやゲルンなどのように、眉が中央でつながっていたりこめかみとつながっていたりする者が多い。血液は濃いオレンジ色。なお、『2199』では女性の肌も緑色となっている。
服装については、軍服は四角と三角の模様をあしらっている点こそ共通するものの甲冑型の形状となっており、一般兵は鉄仮面、指揮官クラスは和風に近い陣羽織を着用している者が多い。
『2202』で改めて再構築された出自に関する設定
元々は「ゼムリア人」という種族によって造り出された戦闘用の人造兵士であった。それゆえにきわめて強靭である肉体は、所定の処置を施さなければ自爆するようにプログラムされている。そのうえ、生殖能力を持たず、クローニングによって世代を継いでいるため、「種の存続」という生命の基本的な行動原理を持たず、破壊のみを目的として行動する。クローニングされた個体は赤子の姿で生み出されるため、通常の人間と同じく生育に時間を要することが、第17話でズォーダーによって語られている。唯一、ゼムリア人のコピー体である「純粋体」のサーベラーは例外的に成人の姿で生み出されているが、その肉体と精神をコピーするために巨大な記憶装置を必要としている。ズォーダーは生育に時間を必要としないこの方法を「効率的」と評する一方、ガイレーンは「最後の人間でなければ許されない贅沢」と評している。
世代を継ぐために男女間の愛を必要としないことから、ズォーダーは自分たちが感情に囚われることはないと豪語するが、実際には憎悪の感情や「親」として親愛の情など、人間的な側面は持っている。感情を劇薬のようなものと捉え、人間的な感情を「自己愛」「毒」「不合理」であるとして忌避嫌悪する傾向にあり、感情に支配されて勝手な行動をとり始めた者は「汚染された」として粛清対象になる。ゴーランドによれば、自身の幼生体を育成しようとすることも、自分自身を慈しむのも同義である為、ガトランティス人としてはあるまじき行為になる。
名前については、主要人物たちの名前は個人名ではなく、初代の頃からの名称であり、世代を重ねる毎に自身の幼生体に引き継がせている。幼生体にも個人名が存在し、引き継ぎ前、若しくは幼生体への引き継ぎ後にそちらを名乗っている。『星巡る方舟』の時とは違い、サーベラーやザバイバルなど一部の人物を除いて名字が登場しない。

### 母星（リメイクアニメ）
母星に関しての設定も『2202』において再構築されている。
旧作と同じく白色彗星を本拠地としているが、物語が進むと本来の母星といえる惑星「ゼムリア」の存在が明らかとなった。

#### 白色彗星および都市帝国
「元々は古代アケーリアス文明が遺した破壊兵器で、アケーリアスが蒔いた種から誕生した種族がもしも道を踏み外した場合、それらを根絶するための安全装置であった」とされる「滅びの方舟」をコアとして作り上げられたと設定されている。「彗星都市帝国」とも呼ばれる。
物語開始の900年前、ゼムリアを脱出したズォーダーが放浪の末に発見し、オリジナルのサーベラーの遺伝子から生み出されたコピー体を用いて起動させたが、これは起動させる為には「人間は悪しき種族である」と判断する人間(裁定者)の存在が必要だからであり、人間に姿を似せられていても人造生命体では起動できない。装置は起動させた人間の感情とリンクしており、一時蘇生したオリジナルのサーベラーが正気を取り戻すと、装置も機能を停止させていった。また、起動する資格を有する者が複数いる場合、感情の起伏が大きい方の操作を受け付ける。
現在はゼムリア人の遺伝子を持つサーベラーのコピー体が、「巫女」となって彗星をコントロールしている。コントロールには、パイプオルガン似の楽器による演奏が用いられている。
彗星の直径は木星に匹敵する約14万キロメートル。第12話では、その内部に火星とほぼ同じ大きさの惑星が存在することが明らかになり、それがガトランティスの母星であると地球側からは目されていた。しかし、それは母星の一部に過ぎず、本体は巨大な都市から檻のように爪状構造物「プラネットキャプチャー」が伸びた内側に、上記の惑星を含む複数の星が浮遊しているという様相を持つ、土星級の大きさを持つ人工都市である。下部には都市帝国の反応炉となるコア、都市部は青白く発光する塔状の岩塊が無数にそびえ立ち、中央部分には旧作の超巨大戦艦の艦首に酷似した形状の天守閣が存在する。
内部構造は、天守閣内部にズォーダーと最高位幕僚たちが控え、ズォーダーの座る玉座や都市帝国をコントロールする為の上述の楽器、ガトランティス人を死滅させる安全装置「ゴレム」が存在する「大帝玉座の間」、恐竜の化石のようなものが複数立ち並び、ズォーダーやガイレーンが外部から情報収集時に赴く「瞑想の間」、天守閣と内部シャフトで繋がる制御球「ジェネシススフィア」の内部にある上下部の赤い海状の生命生成界面を持つ、「育みの間」が存在する。内部には天守閣へ向かうための門が存在するほか、生命生成界面からクローニングされた幼生体や、ガイゼンガン兵器群が「生育」される形で造られている。
地球艦隊の波動砲の斉射を無力化する強力な防御フィールドや周囲の物体を引き込む超重力を展開可能である。

#### 惑星ゼムリア
第20話で明らかになったゼムリア人の母星であり、彼らに生み出されたガトランティス人発祥の地といえる惑星である。
かつては地球に似た緑あふれる美しい惑星であり、古代アケーリアス文明との接触によって生まれた平和な星だった。この星に住むゼムリア人たちは人類同士による争いを放棄し、それを代行させる存在として、人造兵士であるガトランティス人を生み出した。
1000年前、タイプ・ズォーダー（ズォーダー大帝）がガトランティス人を率いて反乱を企図すると、ゼムリア人たちはオリジナルのサーベラーとズォーダーのクローンである赤子を人質に取り、取引をズォーダーに持ちかける。それによって反乱を鎮圧したゼムリア人たちは約束を反故にしてズォーダーにも刃を向け、サーベラーと赤子を殺害する。その後、ゼムリアを脱出して100年後に白色彗星を起動させたズォーダーによってゼムリア人たちは滅ぼされ、惑星は都市帝国下部の爪の内側に捕らわれることとなる。
現在は風化して赤錆がついた鉄が地上に堆積する死の星と化しており、地表から見上げた空は霧のようなものに覆われ、都市帝国下部の重力源となる構造物から漏れる光がかろうじて見える程度。地表には同じく赤錆のついた建造物が残されており、そこにはゼムリアの情報が治められたデータバンクが存在していた。
白色彗星内への落下を経てここに墜落していたヤマトからキーマンたちが上記の建造物を調べていたところ、彼らに同行中のアナライザーにゼムリアの「語り部」と呼ばれる者たちが憑依し、キーマンの判断でヤマトのメインコンピュータに接続した事で、残った乗組員たちはゼムリアで起きた出来事とズォーダーの1000年におよぶ絶望、そしてガトランティス人を滅ぼす「ゴレム」と呼ばれる安全装置の存在を知ることになる。まもなく、ゴレムの存在を知ったヤマトを葬ると共に地球を取り込むためには惑星を1つ捨てる必要があったこともあり、ズォーダーの命令でレギオネル・カノーネが発射され、惑星は崩壊してしまう。

### 劇中での登場（リメイクアニメ）
宇宙戦艦ヤマト2199
小マゼラン銀河外縁部へ侵入してはガミラスとの交戦を繰り返しており、「蛮族」と言われている。第11話では、前哨艦隊がエルク・ドメル率いる第6空間機甲師団と艦隊戦を交えるが、一方的に押されて敗走する。第14話では、ガミラスの国家元帥ヘルム・ゼーリックの奴隷として肌を露出した衣装を着させられ、オルタリア人の女性と共に虐げられているガトランティス人の女性が登場する。第21話では、ガミラスの支配下にある収容所惑星レプタポーダで捕虜となっているガトランティス人たちが多数登場し、ガミラスの反乱分子に手引きされてザルツ人やオルタリア人などの囚人たちと共闘し、反乱を起こす。それが成功した後には、第十七収容所の敷地上に並ぶ一同の姿が描かれている。
宇宙戦艦ヤマト2199 星巡る方舟
イスカンダルからの帰路に就いたヤマトの敵として登場し、ヤマトは旧敵ガミラスと手を組んで共通の敵ガトランティス艦隊と戦うことになる。
宇宙戦艦ヤマト2202 愛の戦士たち
大帝ズォーダーがテレサの力を求めてテレザート星を攻略する一方、テレサがコスモウェーブを地球へ向けて放ったことを知ったズォーダーに率いられ、地球にも侵略の手を伸ばす。第3話で第八機動艦隊の前衛艦隊が第十一番惑星を襲撃する。その後は陽動の為に太陽系の各所で交戦と撤退を繰り返していたが、第17話でバルゼー率いる第七機動艦隊を派遣し、地球侵攻を本格化させる。
太陽系に侵出した白色彗星は反撃している地球軍・ガミラス軍を押し破り、地球至近まで到達するが、ヤマトのトランジット波動砲で都市帝国の一部を破壊され、形勢を崩される。最終的にズォーダーがゴレムを起動させたことで、ズォーダー以外の全ガトランティス人が死亡。ズォーダーもテレサの力を受けたヤマトによって都市帝国ごと消滅し、ガトランティスは滅んだ。

### 主要人物（リメイクアニメ）
- ズォーダー - ガトランティスを治める大帝で『2202』より登場。『2199』や『星巡る方舟』では直接は登場していない。
- シファル・サーベラー - 丞相（『星巡る方舟』）。最高位幕僚（『2202』）。白銀（しろがね）や白銀の巫女（はくぎんのみこ）の異名を持つ。
- ゲーニッツ - 最高位幕僚。帝国機動艦隊総司令長官。
- ラーゼラー - 最高位幕僚。支配庁軍務総議長。
- ガイレーン - 最高位幕僚。諜報記録長官。
- バルゼー - 第七機動艦隊司令長官。
- メーザー - 第八機動艦隊指揮官。
- ゴーランド - ゴーランド艦隊司令長官。
- ミル - 青年将校。
- ゴラン・ダガーム - 「雷鳴」（らいめい）の異名を持つグタバ遠征軍大都督。

### 技術・メカ（リメイクアニメ）
科学技術は、他文明の遺物を盗み出したり、科学奴隷に新兵器などを開発させたりする形で発展させている。また、テレザート星発見後は、生体技術を利用した「ガイゼンガン兵器群」と呼ばれる兵器群が開発されている。兵器や技術にガトランティス謹製であると明確にされているものは見当たらず、『2202』第8話劇中で真田は「壊すことはできても直すことや生み出すことはできない連中」と考察している。遊星爆弾症候群の治療薬の製造データがある。
デザインの基本ラインは『さらば』『ヤマト2』と変わらず、白と黄緑を主体としたカラーリングで、艦船には複眼状の構造物がある。
ゲスト出演時に宮武一貴と出渕裕によってメカデザインのリファインや新規メカのデザインなどが行われたが、あくまでも1話限りのゲストゆえに三面図などの詳細な設定は作られなかったうえ、3DCGモデルが作られることもなく、劇中ではほとんどアニメーターの手描きによる止め絵での登場だった。
その後、『星巡る方舟』の制作に際し、石津泰志によるメカのリデザインと設定の再構築が行われ、3DCGモデルも作られた。艦級名はガトランティス神話の事物が由来という設定が付き、艦種名には「殲滅型」や「打撃型」など、ガトランティスの好戦志向をまっすぐに表したものが設定されている。
以下の名称は『星巡る方舟』以降におけるものである。

#### 艦船（リメイクアニメ）
- カラクルム級戦闘艦
- メダルーサ級殲滅型重戦艦
- 前期ゴストーク級ミサイル戦艦
- ラスコー級突撃型巡洋艦
- ククルカン級襲撃型駆逐艦
- アポカリクス級航宙母艦
- ナスカ級打撃型航宙母艦
- 自滅型攻撃艦イーターI

#### 航空機・宇宙艇（リメイクアニメ）
- 甲殻攻撃機 デスバテーター

#### 兵器・関連技術（リメイクアニメ）
- 火焔直撃砲
- ニードルスレイブ
- 反射衛星砲

## テーマ曲
本国家のイメージを印象付ける要素の1つとなっているのが、テーマBGMである「白色彗星」である。パイプオルガンによって奏でられる荘厳な曲であり、パイプオルガンの2つの音を同時に出せるという特性が、白色彗星帝国に知的なイメージを与えているとも言われている。
本曲はヤマトシリーズの劇伴を担当していた宮川泰にとっても会心の出来だったと推測されており、LPレコードのライナーノートでも「今回、白色彗星のテーマと、デスラーのテーマの2曲が心に残ってもらえれば作曲者としては満足です」と語っている。多数のアレンジ曲が作られ、劇中各所で使用されており、この曲のメロディーは白色彗星帝国には欠かせないものと評されている。本作以降、登場する敵国家にはそれぞれ明確なモチーフをもったテーマ曲が作られるようになった。
本曲は武蔵野音楽大学に設置されているパイプオルガンを使用して演奏された。序盤の足鍵盤パートを大学の教授が、中盤以降のパートを宮川泰の息子である宮川晶（宮川彬良）が演奏しており、宮川彬良がヤマトの音楽に関わるきっかけともなった。ただし、劇中で頻繁に使用されるパートは武蔵野音大教授が弾いた足鍵盤パートである。晶にとっては慣れないパイプオルガンということもあり、収録の際には演奏中のミスによるリテイクが非常に多く重なった。最終的に収録用テープが底をつき、何とかOKをもらえたが、ミスタッチがわずかに残っており、劇中で使用されたものは本来のものとは若干音程がずれている。
『2199』では「不滅の宇宙戦艦ヤマト ニュー・ディスコ・アレンジ」でアレンジされた曲を宮川彬良がリアレンジしており、彬良にとっては当時のリベンジをする形となった。『星巡る方舟』においても本テーマをアレンジした新曲が作られたが、ガトランティスのイメージ変更により、パイプオルガンではなく打楽器をふんだんに盛り込んだ野性味溢れるアレンジが中心となっている。
『2202』では、再びパイプオルガンによる収録が行われた。使用されたのはすみだトリフォニーホールのパイプオルガン。上記の通り本作ではストーリー内にもガジェットとして取り込まれており、「白色彗星」の再録である「白色彗星メインテーマ」を含むパイプオルガン系の楽曲は、白色彗星をコントロールする為、BGMではなく実際に演奏されているものと設定されている。